# Мухін Савелій Володимирович
Савелій Володимирович Мухін (рос. Савелий Владимирович Мухин; нар. 10 березня 1922 — пом. ?) — радянський футболіст та тренер, виступав на позиції нападника.

## Життєпис
Виступав за такі клуби, як «Авангард» Свердловськ (нині ФК «Урал» Єкатеринбург), «Шахтар» Сталіно (нині Донецьк) та «Металург Сходу» Нижній Тагіл (нині «Уралець НТ») у 40—50-ті роки XX століття. Головний і граючий тренер «Авангарду» в 1947 році.
Виступав у Вищій лізі СРСР у складі «Шахтаря» в сезоні 1950 року.

## Статистика
| Клуб             | Сезон     | Чемпіонат | Чемпіонат | Кубок | Кубок | Усього | Усього |
| Клуб             | Сезон     | Матчі     | Голи      | Матчі | Голи  | Матчі  | Голи   |
| ---------------- | --------- | --------- | --------- | ----- | ----- | ------ | ------ |
| «Авангард»       | 1947      | ?         | ?         | 1     | 1     | ?      | ?      |
| «Авангард»       | 1948      | ?         | ?         | ?     | ?     | ?      | ?      |
| «Авангард»       | 1949      | ?         | ?         | ?     | ?     | ?      | ?      |
| «Шахтар»         | 1950      | 15        | 2         | 1     | 0     | 16     | 2      |
| «Металург Сходу» | 1952      | ?         | ?         | ?     | ?     | ?      | ?      |
| «Металург Сходу» | 1956      | ?         | ?         | ?     | ?     | ?      | ?      |
| Усього           | 1947-1956 | ?         | ?         | ?     | ?     | ?      | ?      |